# Automatizare industrială

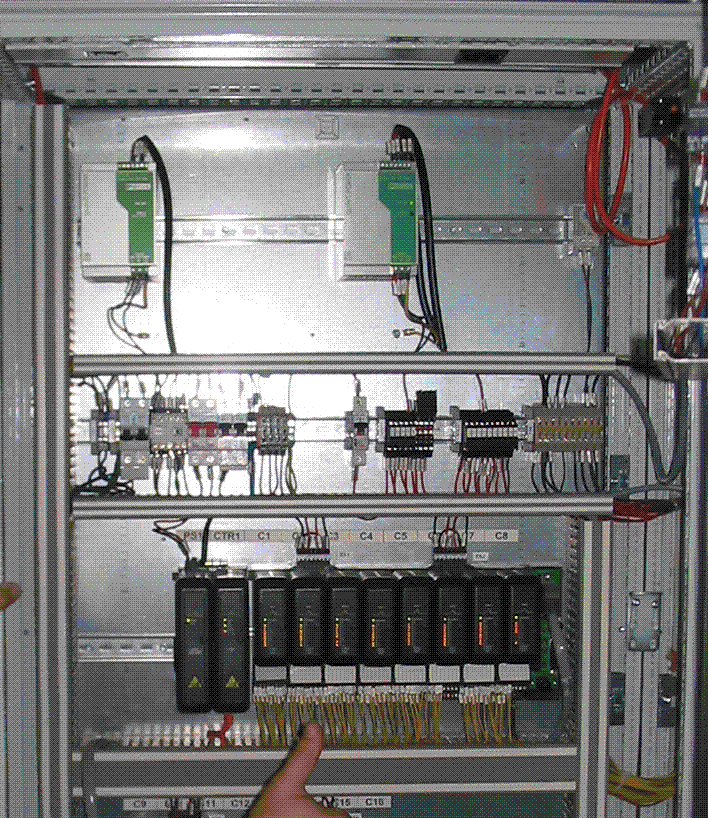
Dulapul de control cu componentele tipice ale tehnologiei de automatizare

Automatizarea industrială este un domeniu interdisciplinar între inginerie mecanică și inginerie electrică, ca parte a științei inginerești, care folosește metode ce conduc la automatizarea mașinilor și instalațiilor pentru funcționarea lor independentă, fără participarea umană. Complexitatea și independența mașinilor și instalațiilor determină gradul lor de automatizare.
Progresele realizate în senzorică și prelucrarea primară a semnalelor electronice a dezvoltat semnificativ procesul de automatizare. Automatizarea a ameliorat situația in activități cu grad mare de periculozitate, a eliberat personalul de deservire de munci stresante de rutină, a crescut calitatea și productivitatea muncii, reducînd substanțial costurile de personal. Activitățile umane sunt dirijate, în principal, pentru eliminarea interferențelor și a altor activități atipice de detecție a defectelor, de întreținere și a altor activități similare acestora.

## Importanța automatizării industriale
Tehnica de automatizare este o disciplină independentă, cu aplicabilitate în toate domeniile tehnologice. 
- Măsurarea

Pentru majoritatea mărimilor fizice au fost dezvoltate proceduri speciale de automatizare. Aceasta a condus la producerea unei mari varietății de senzori. Exemplu: măsurarea debitului folosind forța Coriolis. Valoarea măsurată în sine este transformată in semnal unitar pentru a fi utilizată digital în continuare în procesul de automatizare. 
- Comanda

Și această activitate a fost digitizată. În locul legăturilor fizice fixe între senzori și elementele de execuție (actori) (VPS) este folosit un sistem flexibil bazat pe un controler logic programabil (PLC).
- Reglarea

Toate relațiile cauză-efect într-o buclă de control sunt independente de folosință si au fost examinate independent de domeniul de utilizare pentru a avea o aplicativitate cit mai largă. Au fost găsite o multitudine de soluții pentru cazuri specifice de utilizare.
- Comunicarea

Cu cît este mai ridicat gradul de automatizare, cu atît mai numeros este necesarul de senzori și actuatori (Elemente de execuție). Pentru comunicarea între aceste elemente au fost create diferite rețele de tip Fieldbus⁠(d), adică rețele locale cum ar fi: PROFIBUS, Interbus, AS-Interface (fosta ASI), sisteme Ethernet în timp real, cum ar fi PROFINET sau EtherCAT și sisteme fără fir. Conexiuni de mare viteză necesare în unele mașini și instalații au dus la sisteme locale închise care lucrează pentru a prelucra semnalul in timp real, adică fără întîrzieri.

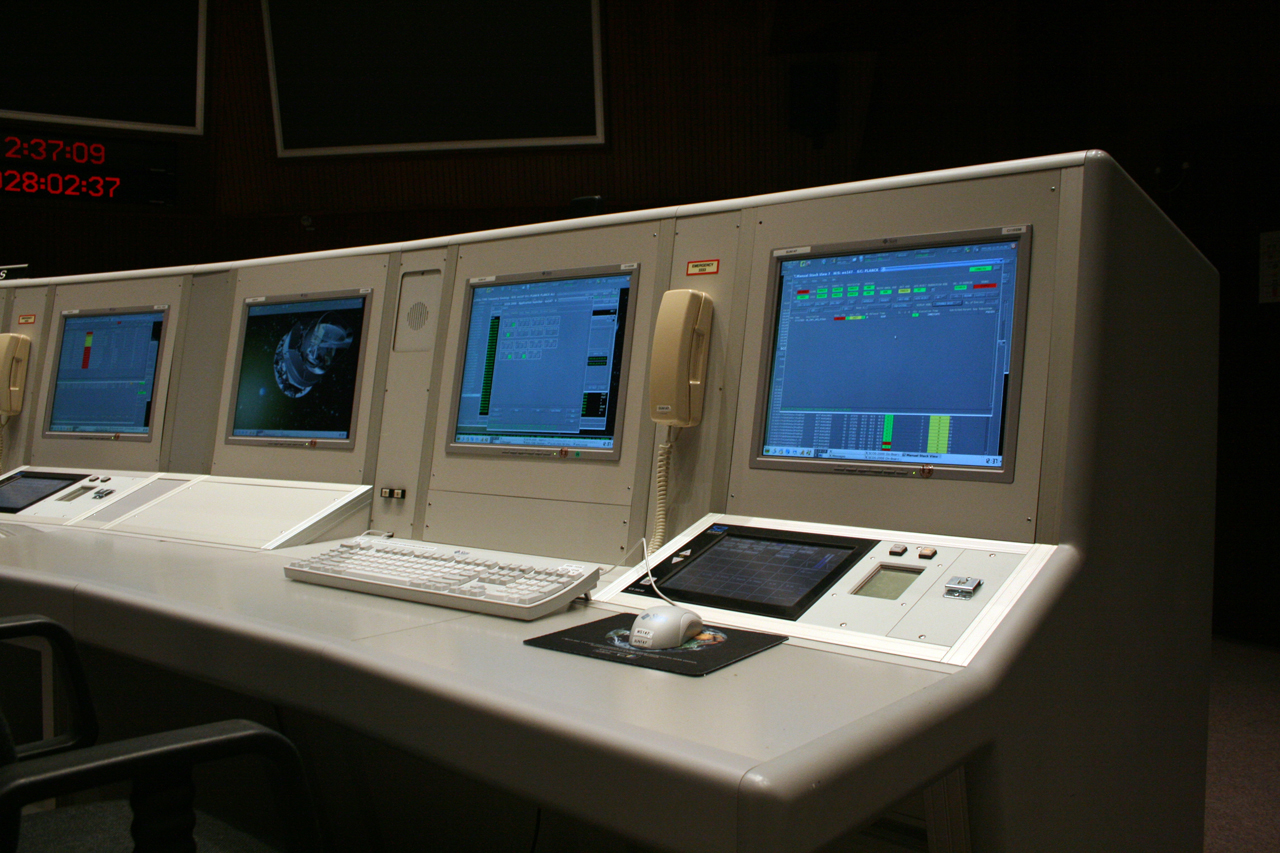
Camera pentru controlul unor procese automatizate (aici: SAE panoul de control)

- Interfața om-mașină

Rolul operatorului în deservirea mașinii sau instalației este apriori analizat. Operatorul trebuie să fie informat suficient, în timp util și fără erori privind condițiile de funcționare pentru a lua deciziile corecte. Panoul de comandă trebuie să fie ușor accesibil și intuitiv pentru o înțelegere facilă. Semnalele sunt supuse la o verificare de plauzibilitate.
- Siguranța

Respectarea normelor este o condiție prealabilă pentru crearea de mașini și sisteme sigure. Tehnologie de automatizare este esențială în formularea acestor reguli. Exemplu tipic: Protecția de explozie.

- Punerea în aplicare

Specialiștii in automatizare lucrează împreună cu constructorii de mașini sau inginerii de proces. Pentru aceasta, există metode verificate, cum ar fi schema de conducte și instrumente in instalații, ca un document de bază. Un alt exemplu este conceptul Fly-by-wire pentru aeronave.

## Limitele automatizării industriale
Aplicarea tehnologiei de automatizare a fost implementată la început în producție la scară largă. Prin utilizarea mai multor sisteme flexibile, este posibil în zilele noastre, utilizarea automatizării pentru producția de loturi mici și chiar pentru piese individuale.
Limita de utilizare a automatizării este dictată de economicitate. Automatizarea unor secvențe complexe de mișcări este în cele mai multe cazuri posibilă în principiu, dar poate fi costisitoare prin utilizarea mai multor roboți complicați (programare scumpa) . În multe cazuri, este, de asemenea, la  nivelul de salarizare din țările industriale occidentale – este mai ieftină munca automatizată decît munca umană. Acest lucru este valabil mai ales pentru asamblarea finală de produse.
O altă limită a tehnicii de automatizare poate fi  cazul în care sînt necesare decizii creative, sau flexibile de rezolvare a problemelor – aceste sarcini pot fi rezolvate rareori satisfăcător de un sistem de automatizare .

## Metodele tehnicii de automatizare
Proiectarea, implementarea și punerea în funcțiune a mașinilor și instalațiilor sunt specific orientate. Metodele și soluțiile sunt rezultatul unei model generalizat de observare a sistemelor fizice reale. Metodele tehnicei de automatizare sunt, în parte, adaptate anumitor procese specifice.

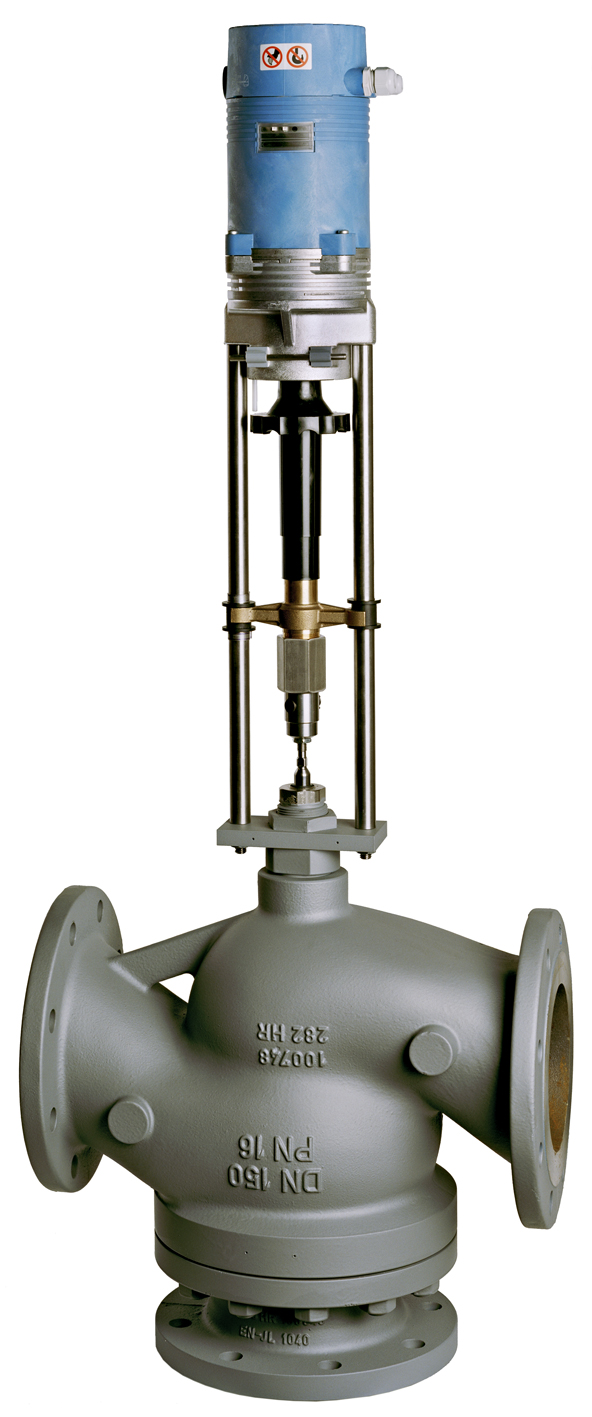
Supapa de control ca un dispozitiv de acționare într-un proces automatizat.

Cele mai multe dintre metodele moderne generale de automatizare a proceselor folosesc modele teoretice sau experimentale ale proceselor în formă analitică. Pe baza acestor modele se pot fundamenta științific metode pentru proiectarea și punerea în funcțiune a diferite funcții de automatizare. Acestea includ metode precum:
- Identificarea și estimarea parametrilor
- Control adaptiv
- Monitorizare și diagnoză
- Logică Fuzzy
- Algoritmi evolutivi
- Rețele neuronale artificiale

Sistemele de automatizare fundamentate științific au condus la modele de reglare și comandă (cu auto-reglare sau continuu adaptive) care se autocontrolează și oferă funcții de diagnoză. 
Metode orientate la proces sunt utilizate pentru dezvoltarea de dispozitive și sisteme mecatronice. Acestea includ, de exemplu, modelarea asistată de calculator, simularea și controlul digital al roboților, mașinilor-unelte, motoarelor cu ardere internă, autovehiculelor, acționări hidraulice, pneumatice și acționări electrice, la care sunt dezvoltate și testate in practică metode de autodiagnoză. Soluția de automatizare ar trebui să utilizeze infrastructura existentă și sa fie adaptată la procesele existente. De o deosebită importanță sunt dezvoltarea și testarea de metode de Inteligență Computațională, adică o combinație de logică Fuzzy, rețele neurale și algoritmi evolutivi de optimizare.

## Importanța economică și socială a automatizării
Automatizarea și raționalizarea merg mână-în-mână. În producție scade lucrul manual, creste productivitatea și rezulta scăderea costurilor forței de muncă. Automatizarea pentru orice ramura economica este o cauză importantă a scăderii volumului de muncă ca urmare a creșterii productivității. Automatizarea, de asemenea, creează locuri noi de muncă. Există noi mașini și sisteme cu un grad mai mare de automatizare. Acestea au, de obicei, o piață mai mare de desfacere. Instalațiile și mașinile automatizate au un ciclu de producție scurt și pot fi ușor modernizate și adaptate la noi produse.
Succesele și importanța industriilor-cheie sunt posibile datorita îmbunătățirilor constante în automatizare.
Mașinile reduc proporția de muncă monotonă pentru oameni.
Automatizarea nu este limitată numai pe aplicații industriale. Exemple: în zona de servicii de plată automată la bănci, sau factura auto-generată de energie electrică. De asemenea, multe dintre activitățile din gospodărie (de exemplu, spălatul hainelor cu ajutorul unei mașini de spălat) sau în viața de zi cu zi (reglarea presiunii de frânare a unui autovehicul cu ajutorul unui sistem frânare anti-blocare (ABS) și/sau ESP) au apărut ca urmare a proliferării proceselor de automatizare.